# 鎌倉幕府
鎌倉幕府（かまくらばくふ）は、源頼朝が創設した日本の武家政権。この時代を鎌倉時代という。
頼朝の死後、幕府に仕えた坂東武士（御家人）の権力闘争によって、頼朝の嫡流（源氏将軍）は断絶し、その後は北条氏による執権、やがて北条義時の嫡流である得宗、さらに末期はその陪臣である内管領が鎌倉幕府の実質的な支配者となった。元弘3年（1333年）閏2月に船上山で後醍醐天皇が挙兵すると、幕府は北条高家と足利尊氏を鎌倉方の総大将として派遣するが、同年4月27日に高家が戦死し、4月29日に高氏が反幕府側に寝返ると、5月8日に関東で新田義貞が寝返って鎌倉に攻め入り、短期間のうちに形勢が変わり、同年5月22日に鎌倉幕府は滅亡した。鎌倉幕府が築いた武家政権の基礎は、室町幕府および江戸幕府へと継承された。

## 概要

### 成立過程の概略
『吾妻鏡』によれば、治承4年（1180年）12月12日に鎌倉の大倉郷に頼朝の邸となる大倉御所が置かれ、また幕府の統治機構の原型ともいうべき侍所が設置されて武家政権の実態が形成された。朝廷は寿永二年十月宣旨（1183年）で頼朝に対し、東国における荘園・公領からの官物・年貢納入を保証させると同時に、頼朝による東国支配権を公認した。壇ノ浦の戦い（元暦2年/寿永4年（1185年））で平氏を滅ぼし、同年、文治の勅許（文治元年（1185年））では頼朝へ与えられた諸国への守護・地頭職の設置・任免を許可した。そして建久元年（1190年）頼朝が権大納言兼右近衛大将に任じられ、公卿に列し荘園領主の家政機関たる公文所（のちの政所）開設の権を得たことで、いわば統治機構としての合法性を帯びるようになり、建久3年（1192年）には征夷大将軍の宣下がなされた。こうして、名実ともに武家政権として成立することとなった。守護の設置で幕府は諸国の治安維持を担当したものの、当初は特に西日本では朝廷およびその出先機関である国府、寺院との三重支配状態だったが、次第に範囲を拡大。承久の乱や元寇を経て、全国的な支配権を確立するに至った。

## 統治構造
当初の鎌倉幕府は鎌倉殿を主宰者とする武士を首班とした地方政権で、支配は東国を中心としており、承久の乱後に全国政権へと飛躍し、権力を拡大させたものであるが、そもそも当初から全国政権を志向したわけでなく、あくまで朝廷権力を前提とした地方政権であった。その大きな理由のひとつが、鎌倉幕府は荘園公領制を前提とした政権であることである。したがって中央の権門の領地（荘園・公領）の権利を冒さず、彼らへ年貢を滞りなく納めることを保証することが、幕府の重要な任務・意義としていた。
地方で土地を私有する武士団の起源は、天平15年（743年）、朝廷が効果的に収税を行うべく発布した墾田永年私財法の施行により土地私有が公認されたことに由来し、古来の豪族や有力農民などが土地を私有するようになったが、国司による厳しい徴税を回避すべく有力地主たちは公卿に土地の一部を寄進し、荘園の荘官（開発領主）としての地位を得たことが契機であった。寄進した貴族の保護は受けるとはいえ、今度は寄進した荘園領主からの取り立てや国司との摩擦、近隣豪族の侵略も絶えず、有力農民たちはいつしか武装するようになり、武士が誕生する。
やがて有力農民たちに由来する武士は、武士団の起源となり、都から派遣された下級貴族（官人）、さらに源朝臣や平朝臣など堂上家や地下家を上位の軍事貴族を棟梁として仰ぎ、主従関係を結ぶことによって本領安堵（郡領惣村、宿場（駅家）や港（水駅）の経営など、また盗賊（落ち武者狩り）や海賊（水軍）参照）を確実なものとした。棟梁の戦に従軍し、新たな領地を与えられることで繁栄の糸口を得たのである。
源頼朝はそうした各地の武士団を統べる貴族の名門中の名門であり、頼朝の鎌倉幕府とは、御家人となった武士に地頭職を授けることで本領安堵を行い、武功により新たな領地を与える新恩給与を行う、まさに荘園公領制を媒介とした、御恩と奉公により武士の利害を代表する政権であったといえる。そして、鎌倉幕府の政治的基盤および軍事的・経済的基盤は、頼朝が平氏追討の恩賞などとして獲得した関東知行国、関東御領であった。
そして、鎌倉幕府が朝廷権力を前提とした政権であるという二つ目の理由が、鎌倉幕府は律令法制上、様々な存立根拠を満たして成立しているという点である。
もともと伊豆で蛭ヶ小島の流人であった頼朝が平氏追討の兵を挙げる前提となった出来事は、以仁王のいわゆる「令旨」（厳密には御教書）であった。大庭景親をはじめとする関東の平家方武士団を破った頼朝は、治承4年（1180年）、鎌倉に拠点を置き統治を開始するが、この時点ではまだ平将門と変わらない、ごく私的な政権に過ぎなかった。しかし、寿永2年（1183年）に入り、朝廷は頼朝を平家に敗れて流人となる前の従五位下に復し、頼朝の要望に従い平氏が東国で行った荘園や公領の横領を廃止し、元の国司や荘園領主に帰属させる権限を承認する、いわゆる東国沙汰権を付与した。そしてこの権限の履行のために東国の地方官である国衙を指揮する権能も認められたのである。いわゆる寿永二年十月宣旨である。
元暦2年（1185年）3月24日には、壇ノ浦の戦いで平氏を滅ぼすことに成功した頼朝は朝敵追討の功労者として平家の所有していた荘園、いわゆる平家没官領の支配権を要求して承認され、後に鎌倉殿直轄の荘園、関東御領と呼ばれる所領を獲得した。また平家滅亡後、頼朝に叛旗を翻した弟・源義経と叔父・源行家が後白河法皇から頼朝追討の院宣を下されると、頼朝はこれに抗議し、朝廷を頼朝の推薦した公卿を議奏として、議奏をもって朝廷の政治を担当させること、義経・行家追討の院宣を発すること、加えてその追討のために東国および畿内に守護及び地頭を置くことを認可し、さらに荘園公領を問わず、反別五升の兵粮米の徴収権を頼朝に与えることを求めた。いわゆる、文治の勅許である。
その後、頼朝は東北に強大な独立勢力を築いていた奥州藤原氏を滅ぼし、建久元年（1190年）11月、権大納言兼右近衛大将に任ぜられた（位階は既に元暦二年（1185年）に従二位に叙され、文治5年（1189年）に正二位に昇叙されていた）。
これによって、三位以上の公卿に認められる、家政機関政所の設置が公に認められ、それまで頼朝が独自に設置してきた公文所を政所と改め、官職・右近衛大将の略称である右大将にちなみ、右大将家政所と称した。それまで頼朝個人としての官職復帰や、東国沙汰権を拠り所としていた鎌倉の東国政権は、朝廷公認の家政機関としての位置付けを得て、統治機構としての正当性を獲得したのである。建久2年（1191年）1月15日、鎌倉に帰還した頼朝は年頭行事や祝い事など画期に行われる吉書始を行い、右大将家政所を司る四等官として政所別当に大江広元、令に二階堂行政、案主に藤井俊長、知家事に中原光家をそれぞれ任じ、問注所執事に三善善信、侍所別当に和田義盛、侍所所司に梶原景時、公事奉行人に藤原親能他6名、京都守護に外戚で公卿でもある一条能保、鎮西奉行人に天野遠景を任じ、鎌倉幕府の陣容を固めた。
建久3年（1192年）7月12日、頼朝は朝廷から征夷大将軍を宣下された。『山槐記』建久3年（1192年）7月9日条および12日条によると、頼朝が望んだのは「大将軍」であり、それを受けた朝廷で「惣官」「征東大将軍」「征夷大将軍」「上将軍」の4つの候補が提案されて検討された結果、平宗盛の任官した「惣官」や源義仲の任官した「征東大将軍」は凶例であるとして斥けられ、また「上将軍」も日本では先例がないとして、坂上田村麻呂の任官した「征夷大将軍」が吉例として選ばれたという。この時代においては名誉職化していた征夷大将軍に、左大臣にも相当する正二位という高位で就いたことは、軍権に基づく政権担当者という意味合いが加わり、これが幕府の主宰者に世襲されたことによって、鎌倉幕府は朝廷に代わる政権として名実ともに確立された。また、戦時において全国の兵馬を動員できる征夷大将軍への任命は、頼朝に非常大権を付与せしめることを意味した。後に源頼朝は武家政権の始祖として武士に神聖視されることとなる。
このように、鎌倉幕府は朝廷の公的制度である荘園公領制を前提とし、朝廷から幾重もの権限承認、委譲を受け、成立した政権であるということができる。鎌倉殿自身が得た大規模な荘園所領も、将軍の高い官位に伴う職権として、朝廷から世襲が制度上も認められた。

## 歴史

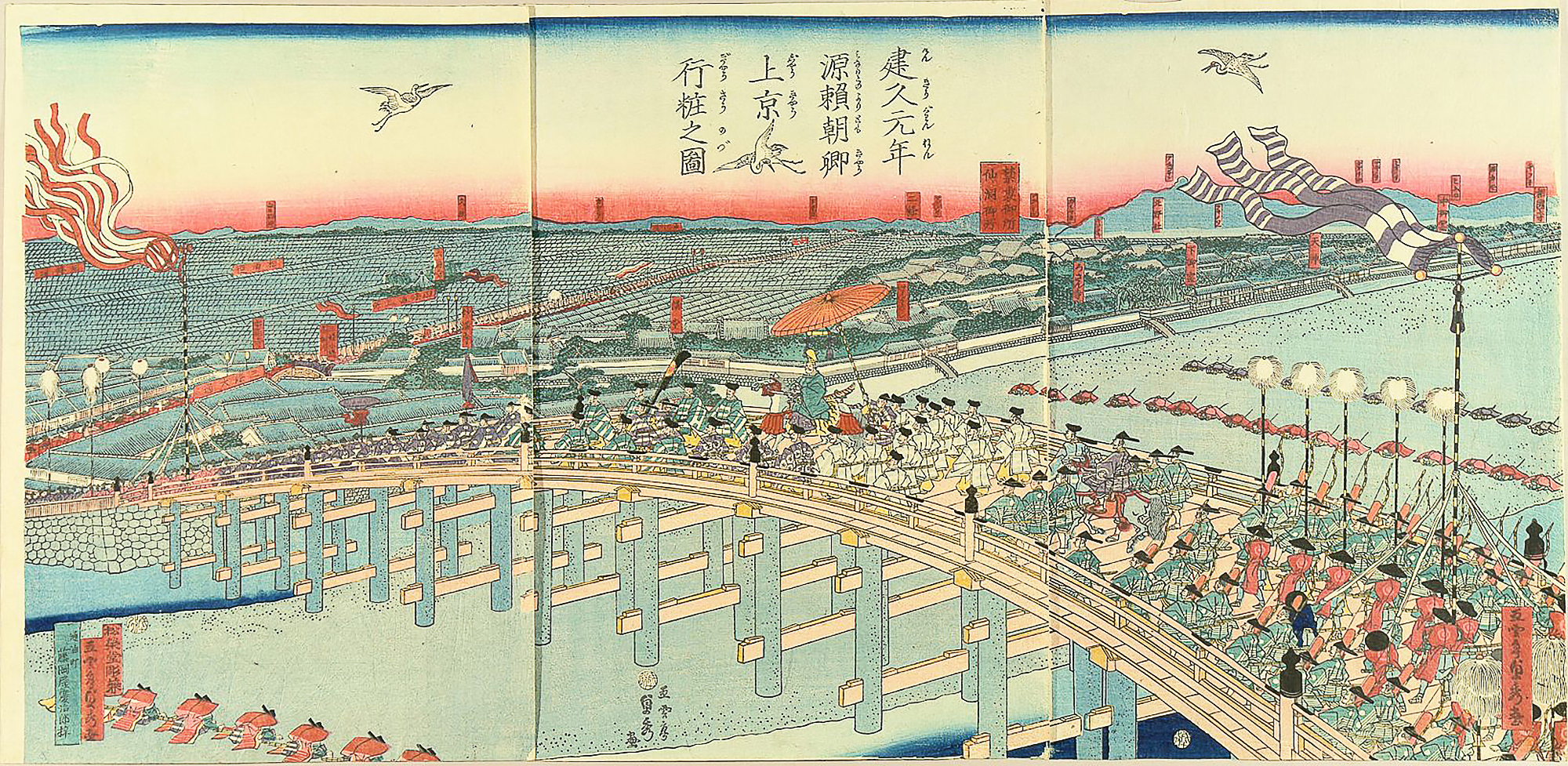
建久元年源頼朝公上京行粧之図（歌川貞秀）

### 成立
平安時代末期、平清盛を中心とする平氏政権が成立していたが、旧勢力や対抗勢力には強い反感・抵抗感があった。1180年、後白河法皇の皇子以仁王が平氏追討の兵を挙げ、すぐ討ち取られたものの、これを契機に全国的に反平氏を標榜する勢力が立ち上がっていった。
そうした状況の中で、伊豆に流罪となっていた源頼朝は8月に挙兵し、石橋山の戦いで敗れたものの、安房から上総国・下総国にかけての平氏系の武士団（坂東平氏）らの支持を獲得し、同年10月、先祖ゆかりの地である鎌倉へ入り本拠地とした。頼朝は、関東武士団を統率するための侍所を置き、鎌倉殿と称されるようになった。その直後の富士川の戦いで平氏軍に勝利した。
1183年7月、源義仲が平氏を京から追放したが、乱暴な行動を重ねた。これを憂慮した後白河法皇は、頼朝へ上洛を求めたが、頼朝は逆に東海道・東山道・北陸道の荘園・公領を元のように国司・本所に返還させる内容の宣旨（寿永二年十月宣旨）の発給を要求した。朝廷は、義仲に配慮して北陸道は除いたものの、頼朝の要求をほぼ認めた。これにより、頼朝は東海・東山両道の支配権を間接的ではあるが獲得した。
こうして、名実ともに東国の支配権を確立していった頼朝は、1184年、行政を担当する公文所（後の政所）と司法を担当する問注所を置いて、政権の実態を形成していった。同時に、頼朝は弟の源範頼・源義経を派遣し、平氏追討に当たらせ、1185年、壇ノ浦の戦いで平氏を滅亡させた。
同年、源義経・源行家が頼朝に無断で官位を得た上、後白河法皇が頼朝追討の院宣を下したため、頼朝は法皇に迫り、院宣を変更させて、両者追討の院宣を後白河法皇から獲得するとともに、両者の追捕を名目に、守護・地頭の任免権を承認させた。これを文治の勅許という。これにより頼朝政権は、全国の軍事権・警察権を掌握したため、この時期をもって幕府成立とする説が有力とされている。守護・地頭には、兵糧米の徴収権、在庁官人の支配権などが与えられ、これは頼朝政権が全国的に在地支配を拡げる契機となった。この時の頼朝政権の在地支配は、まだ従来の権門勢家による支配に優越した訳ではなく、地頭の設置も平氏の旧領（平家没官領）などに限定されていた。
1189年、頼朝政権は、義経を匿ったことを口実として奥州合戦で奥州藤原氏を滅ぼし、対抗しうる武家勢力はいなくなった。頼朝政権は治承の乱から義経追捕、そして奥州合戦へと続く一連の内乱の流れの中で幕府のその基礎を固めることに成功した。このため、「内乱に勝利したから幕府ができたのではなく、幕府ができたので内乱に勝利した」とする評価もある。
1190年、頼朝は常設武官の最高職である右近衛大将に補任されたが、同職には様々な政治的制約も付随していたため、すぐに辞している。1192年、頼朝は征夷大将軍に任命される。これにより、鎌倉幕府の形成がひとまず完了することとなる。ただし、1221年の承久の乱での勝利をもって幕府の成立とする見解もある。
以上のように、鎌倉幕府は元々、源頼朝の私的政権に発している。この私的政権は、朝廷から承認されることによって、支配権の正統性を獲得していった。そのため、幕府の支配権の及ぶ範囲は守護の設置などで諸国の軍事・警察権を得たものの、支配は主として頼朝傘下の御家人に限られ、少なくとも承久の乱までは朝廷側勢力（権門勢家）の支配権を侵害しないことを原則としていた。また、幕府機構を見ると、朝廷のそれと大きく異なり、鎌倉殿の家政機関としての性格を色濃く残していた。

#### 年表
- 1180年（治承4年） - 頼朝が平家追討のため配流先の伊豆国で挙兵する（頼朝と在地武士との主従関係の成立）。
  - 同年、頼朝が鎌倉入りし、大倉御所に居を構える（鎌倉における拠点設置）。
  - 同年、頼朝が侍所を設置する（武士支配機構の成立）。
- 1183年（寿永2年） - 朝廷から頼朝に東国における荘園・公領からの官物・年貢納入を保証（寿永二年十月宣旨：朝廷から間接的に土地支配権が認定）。
- 1184年（寿永3年） - 頼朝が公文所（後に政所と改称）、問注所を設置する（行政・裁判機構の成立）。
- 1185年（文治元年） - 平家が滅亡する（敵対武家勢力の消滅）。
  - 同年、頼朝が朝廷から守護・地頭の設置を認められる（文治の勅許：軍事・警察・土地支配権を公認される）。
- 1189年（文治5年） - 頼朝が源義経とこれを匿った奥州藤原氏を滅ぼす（全国の武士を動員し、対抗しうる武家勢力を排除）。
- 1190年（建久元年） - 頼朝が右近衛大将（律令制における武官の最高位）に任じられ治安維持に関する17か条に及ぶ命を受ける（大犯三ヶ条：軍事・警察・土地支配権の確立）。
- 1192年（建久3年） - 頼朝が征夷大将軍に任命される。
- 1221年（承久3年） - 北条氏を中心とする軍勢が承久の乱で後鳥羽上皇方を破る（全国特に西国掌握の完了、朝廷の掌握）。

### 北条氏の台頭

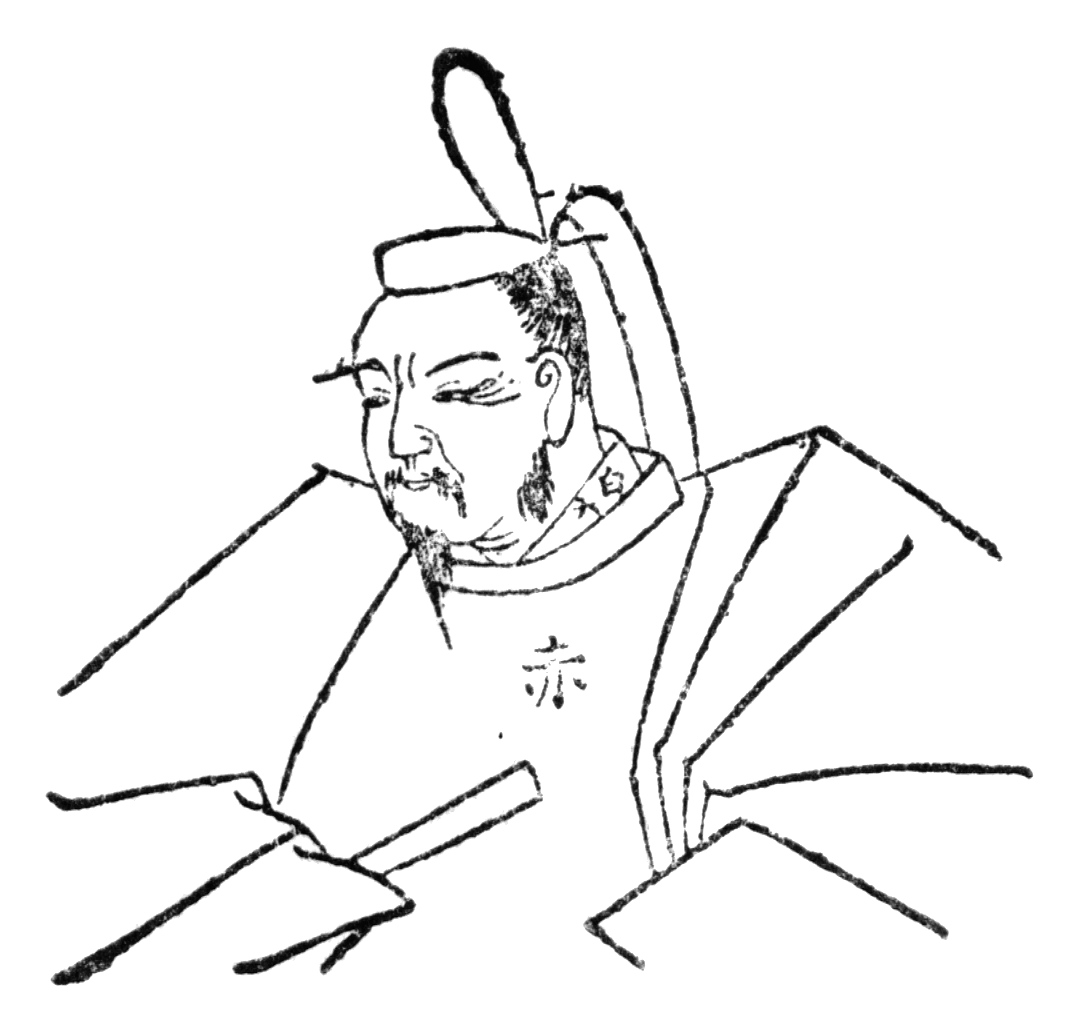
北条時政

鎌倉幕府の確立を成し遂げた源頼朝は、正治元年（1199年）1月に突然死去した。跡を継いで鎌倉殿となったのは、頼朝の嫡子で当時18歳の源頼家だった。しかし、幕府の有力者たちは若年の頼家に政務を任せることに不安を抱き、有力御家人が頼家に代わって裁判と政務を執行する十三人の合議制と呼ばれる政治体制を築いた。この合議制の中心にいたのは頼家の外戚にあたる北条氏であり、北条時政・北条義時父子は他の有力御家人を次々と滅ぼしていった（1200年：梶原景時の変、1203年：比企能員の変）。
1203年、重病に陥った頼家は、外祖父時政の手により伊豆の修禅寺へ幽閉され、弟の源実朝が次の鎌倉殿・将軍位に就くと、翌1204年に頼家は死亡した。時政ら北条氏の手勢により暗殺されたと伝えられている。時政は、3代将軍実朝を補佐して執権と呼ばれる地位に就き、政治の実権を握っていった。翌1205年、時政は娘婿の平賀朝雅を将軍にしようと画策、朝雅と対立する畠山重忠を殺害し、実朝を廃そうとした（畠山重忠の乱）。しかし、時政の子の義時と北条政子はこの動きに反発し、有力御家人と連帯して、時政を引退させるとともに、平賀朝雅を抹殺した（牧氏事件）。
この後、北条義時が執権となり、北条氏権力の確立に努めたが、侍所別当の和田義盛が対抗勢力として現れた。義時は計略をめぐらし、1213年、和田一族を滅ぼした（和田合戦）。このように、武力紛争が絶えない幕府の状況は、承久元年（1219年）1月の将軍・源実朝の暗殺という最悪の事態に至る。頼朝の直系が断絶し、困惑した幕府は、朝廷へ親王将軍を要望したが、治天の君・後鳥羽上皇はこれを拒否し、曲折の末、頼朝の遠縁に当たる摂関家の幼児藤原頼経が新将軍＝鎌倉殿として迎え入れられた。この後の2代の鎌倉殿は摂家将軍と呼ばれる。こうして幕府の実権は、執権の北条氏が掌握することとなった。

### 承久の乱
後鳥羽上皇は、治天として専制的な政治を指向していた。実朝が暗殺され、鎌倉幕府の実権を北条氏が握ると、承久3年（1221年）5月、後鳥羽上皇は北条義時追討の院宣を発した（ただし、幕府の存続を前提に義時を討ち取って自己に都合のよい体制に作り変えようとしたものか、幕府そのものを倒す意図があったのかについては意見が分かれている）。それまでの歴史から後鳥羽上皇は、ほどなく義時が討ち取られ、関東武士たちも帰順すると見込んでいたが、幕府側は頼朝以来の御恩を訴え、御家人の大多数を味方につけた。そして、短期決戦策を採り、2か月も経たないうちに朝廷軍を打ち破った。
幕府側の主導で戦後処理が進められ、主謀者の後鳥羽上皇、そして後鳥羽上皇の系譜の上皇・皇子が流罪に処せられ、仲恭天皇は廃位、朝廷側の貴族・武士も多くが死罪とされた。当時の人々は、治天の君をはじめとする朝廷側の上皇・天皇・諸臣が処罰される事態に大きな衝撃を受けた。朝廷の威信は低下し、幕府は朝廷監視のために六波羅探題を置き、朝廷に対する支配力を強めることとなる。
乱後、朝廷は次代の天皇を誰にするかを幕府へ諮った。これ以降、朝廷は治天・天皇を決定する際は幕府の意向を確認するようになり、幕府と朝廷の立場が逆転したことを物語る。

### 執権政治の確立

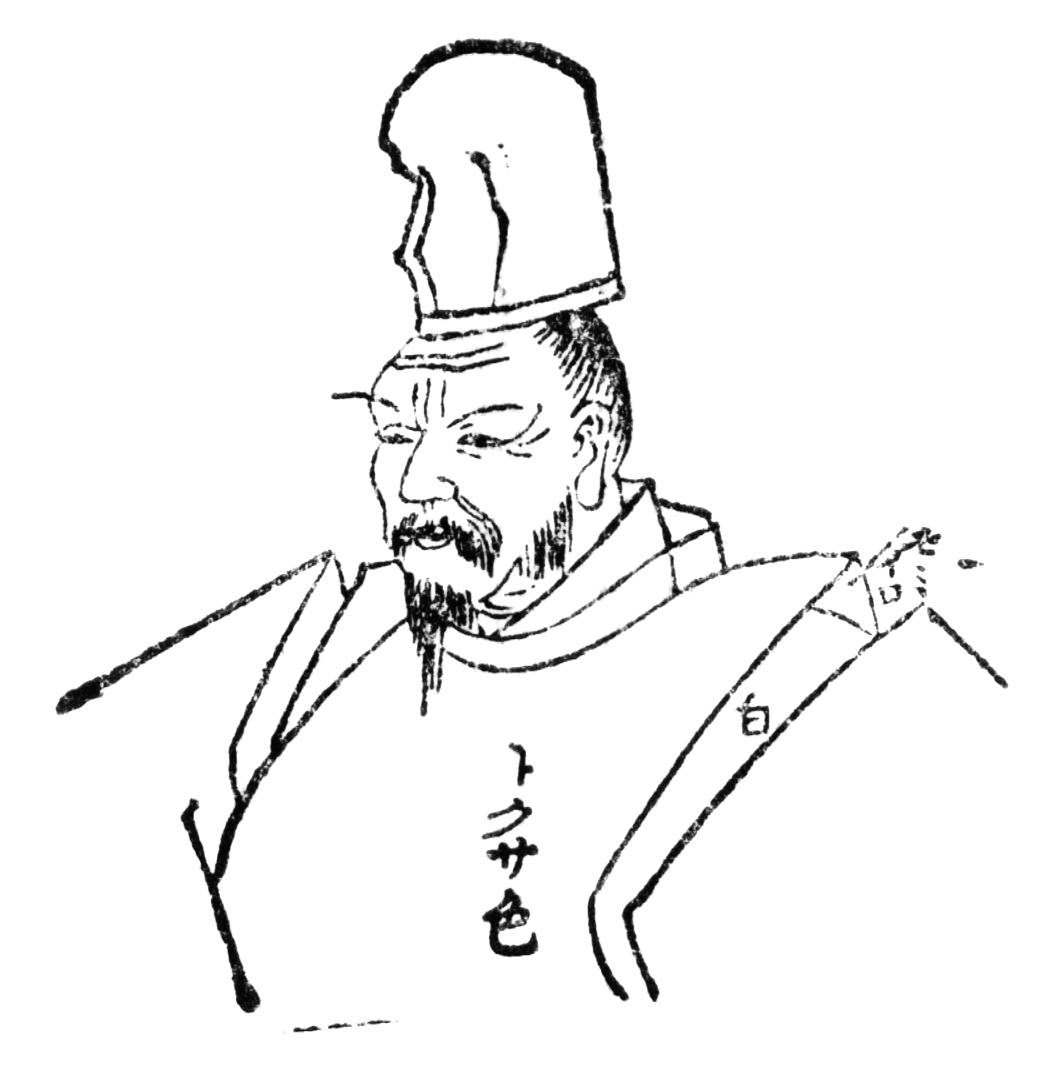
北条泰時

1224年（元仁元年）に北条義時、1225年（嘉禄元年）に北条政子や大江広元といった幕府創業世代が死去し、義時の子北条泰時が執権となった。泰時は、世代交代期の混乱を防ぐため、叔父の北条時房を執権の補佐役といえる連署に当てる（ただし、時房は本来は泰時と同役の執権であったとする見方もある）とともに、政治意思決定の合議機関である評定衆を設置し、集団指導体制を布いた。これには、基本的に鎌倉幕府は、鎌倉殿（将軍）と個々の御家人の主従関係によって成り立っているという事情がある。北条氏も鎌倉殿の家来のひとりに過ぎず、数ある御家人の第一人者であっても主君ではなかったのである。
承久の乱後、急増した訴訟事件を公平に処理するため、泰時は明確な裁判基準を定めることとした。これが御成敗式目と呼ばれる法典（武家法）であり、平易で実際的な法令と評価されている。後の室町幕府も、この法令を原則として継承している。また、泰時は、式目制定に当たって、朝廷の司法権を侵害するものでないことを強調している。
こうした泰時の一連の施策は、執権政治の確立と捉えられている。鎌倉幕府は、頼朝以来、鎌倉殿の個人的な資質に依拠するところが大きく、その組織も鎌倉殿の家政機関を発展させただけのものだった。しかし、泰時が確立した集団指導体制・明確な法令による司法体制は、個人的な資質などの不安定な要素に左右されることはなく、安定した政治結果を生み出すものだった。
泰時の孫北条時頼は、泰時の執権政治を継承していった。時頼は、司法制度の充実に力を注ぎ、1249年、裁判の公平化のため、引付衆を設置した。一方で、執権権力の強化にも努めた。1246年、時頼排除を企てた前将軍・藤原頼経と名越光時一派を幕府から追放する（宮騒動）と、1247年には有力御家人である三浦泰村の一族を討滅した（宝治合戦）。1252年、幕府への謀叛に荷担した将軍藤原頼嗣が廃され、代わりに宗尊親王を新将軍として迎えることに成功した。これ以後、親王将軍（宮将軍）が代々迎えられ、親王将軍は幕府の政治に参与しないことが通例となった。こうして、親王将軍の下で専制を強めていった北条氏は、権力を北条宗家へ集中させていった。時頼は、病のため執権職を北条長時に譲ったが、実権を握り続けた。これにより政治の実権は執権の地位と乖離していく。北条宗家を当時、得宗（徳宗）と呼んだことから、上記の政治体制を得宗専制という。

### 元寇

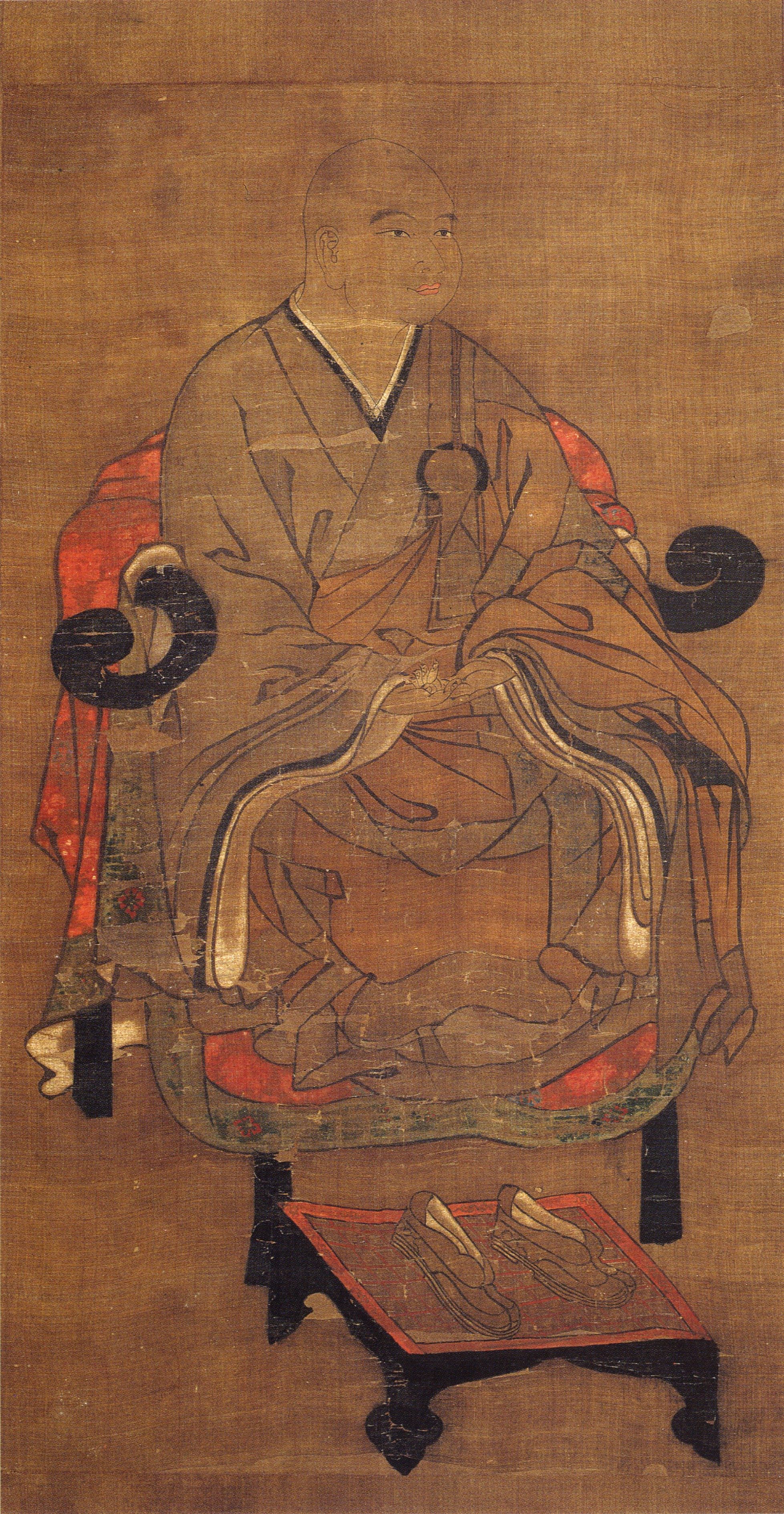
北条時宗

時頼の死後、得宗の地位を継いだのは子の北条時宗だった。時宗が得宗となった前後の1268年、モンゴル帝国第5代大ハーンのクビライが高麗を通して朝貢を要求してきた。朝廷は対応を幕府へ一任し、幕府は回答しないことを決定、西国の防御を固めることとした。1269年と1271年にもモンゴルから国書が届き、朝廷は返書送付を提案したが、幕府は当初の方針どおり黙殺を選んだ（外交権も幕府が握っていたことを表す）。
モンゴルから国号を改めた元は、文永11年（1274年）10月に九州北部を襲撃したが、鎌倉武士の頑強な抵抗に遭ったため（赤坂の戦い・鳥飼潟の戦い）、元軍は夜間に強行撤退し、帰還途中に暴風雨を受けて大損害を被った。これを文永の役という。幕府は朝廷と一体になって、国家鎮護に当たることとし、西国の警固を再強化するとともに、それまで幕府の支配の及ばなかった朝廷側の支配地、本所一円地からの人員・兵粮の調達が認められるようになった。これは幕府権力が全国的に展開する一つの契機となる。さらに幕府は、警固を強化する一方で、逆に大陸に侵攻する計画をたてたが、この計画は途中で頓挫した（第一次高麗征伐計画）。
元は弘安4年（1281年）、九州北部を中心に再び日本へ侵攻した。この時は2か月近くにわたる日本軍の頑強な抵抗に遭い（志賀島の戦い・壱岐島の戦い・鷹島沖海戦）、侵攻が停滞していたところに台風により大被害を受ける。さらに日本軍による総攻撃を受けて元軍は壊滅した（御厨海上合戦・鷹島掃蕩戦）。これを弘安の役という。前回の襲来と併せて元寇と呼ぶ。幕府は大陸に出兵して、反撃する計画を再びたてたが、この計画も実行はされなかった（第二次高麗征伐計画）。
この間、時宗は非常事態への迅速な対処を名目として、時間のかかる合議ではなく、一門や側近（御内人という）らと専断で政策決定していった。こうした中で、御内人のトップである内管領が次第に権力を持ち始め、弘安期には内管領の平頼綱と有力御家人の安達泰盛が拮抗していた。泰盛は、時宗の理解も得て、幕府の経済基盤の充実を図るとともに、御家人の地位を保証する政策を実現しようとした。しかし、時宗が1284年に急死すると、翌1285年、平頼綱は泰盛を突如襲撃・殺害し、泰盛派の御家人らを討伐した（霜月騒動）。この事件により、得宗専制が完成したとされる。
この頃、朝廷においては、後嵯峨天皇以後の皇位を巡って大覚寺統と持明院統の2系統に分立して幕府に皇位継承の調整を求めた。幕府は両統迭立原則を示して仲裁にあたるとともに内外の危機に対応するために幕府は朝廷に対しても「徳政」と呼ばれる政治改革を要求した。これを受けて亀山上皇は弘安9年（1286年）12月に院評定を徳政沙汰と雑訴沙汰に分割、続いて伏見天皇は正応6年（1293年）6月に記録所を充実させ、政治組織を刷新して円滑な政務遂行を図った。だが、皇位継承と徳政実施の過程において幕府との対立が表面化するようになり、朝廷内に再び反幕府の動きを潜在化させる遠因となった。

### 得宗専制の全盛と衰退

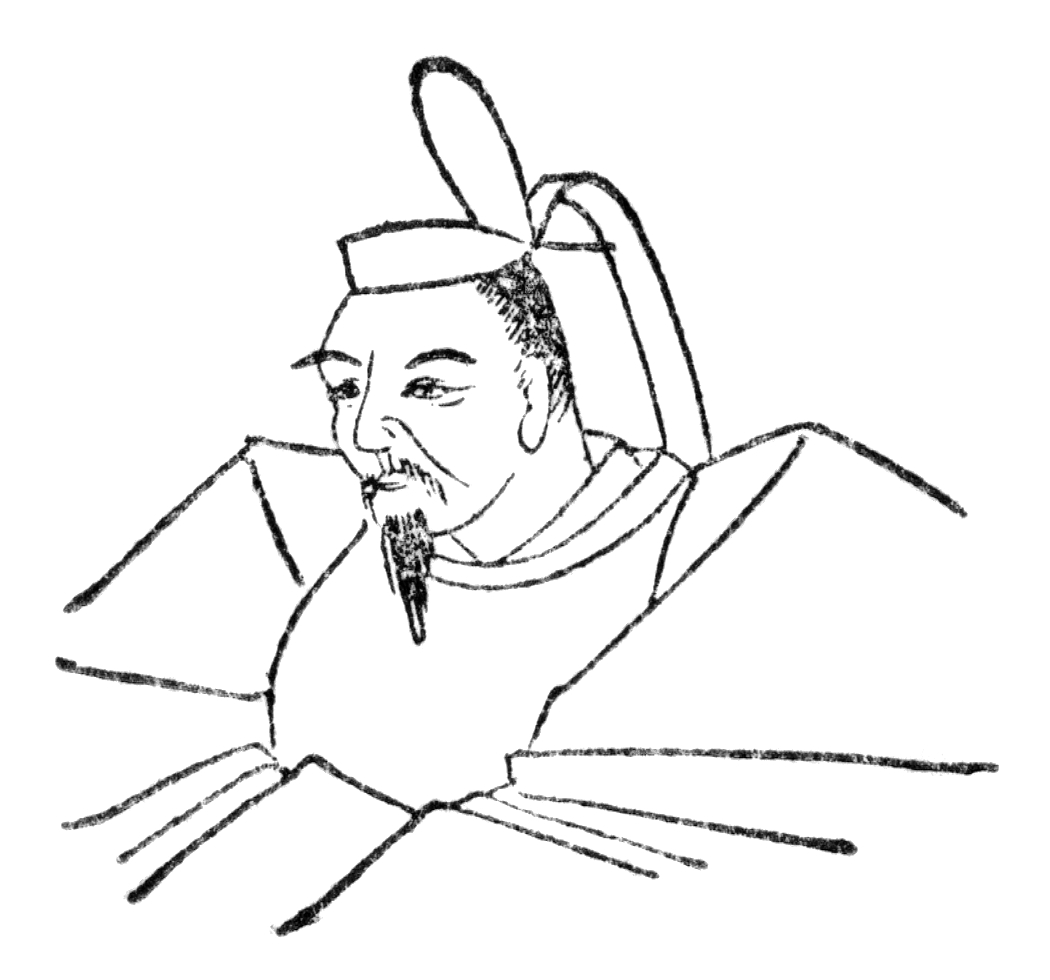
北条貞時

平頼綱は、時宗を継いだ年少の北条貞時を補佐し、得宗専制の強化に尽力した。元寇防衛に働いた九州御家人の恩賞・訴訟を判定するため、安達泰盛は九州に合議制の「鎮西特殊合議訴訟機関」を置いていたが、頼綱はそれに代えて、得宗派で固めた新機関（鎮西探題）を設置した。頼綱政権は、この機関を通じて西国の荘園・公領への支配を強めていった。その反面、さらなる元寇の可能性を根拠として、御家人らへの恩賞給与は僅かにとどまった。正応6年（1293年）、成人した北条貞時は、平頼綱一族を討滅した（平禅門の乱）。貞時は、政治の実権を内管領から取り戻し、実質的な得宗専制を一層強化していった。まず、頼綱政権下で停滞していた訴訟の迅速な処理のため、合議制の引付衆を廃止し、判決を全て貞時が下すこととした。当初、御家人らは訴訟の進行を歓迎したが、ほどなく独裁的な判決への反発が高まった。そして、永仁5年（1297年）、大彗星が現れると世相に不安が拡がり、当時の徳政観念に従って、貞時は、財物を元の持ち主へ無償で帰属させる永仁の徳政令を発布した。この徳政令は、当時、普及しつつあった貨幣経済に深刻な影響を与えるとともに、社会に大きな動揺をもたらした。
その後、執権職は貞時に代わって北条氏支流の4人が次々に受け継いだが、貞時は得宗として幕府を実質的に支配し続けた。貞時の時代には、北条一門の知行国が著しく増加した。その一方、一般の御家人層では、異国警固番役や長門警固番役などの新たな負担を抱えるとともに、貨幣経済の普及に十分対応しきれず、分割相続による所領の細分化などもあり、急速に階層分化が進んでいった。中には所領を増加させる御家人もいたが、没落傾向にある御家人も少なくなく、所領を売却したり、質入するなどして失い、幕府への勤仕ができない無足御家人も増加していった。一方で彼らから所領を買収・取得する事でのし上がる者もおり、その中には非御家人も数多く含まれる。こうした無足御家人と、力をつけた非御家人は、悪党化し、社会変動を一層進展させた。そのような中で嘉元3年（1305年）、貞時は北条氏庶家の重臣である連署・北条時村を誅殺し、得宗家の権力をさらに強化しようと図ったが北条氏一門の抵抗を受けて失敗（嘉元の乱）した。乱の後貞時は酒浸りとなって政務を放棄し、北条庶家や御内人らによる寄合衆が幕府を主導し、得宗の地位も将軍同様の形式的なものとなっていった。
応長元年10月26日（1311年12月6日）、貞時が死去すると、子の北条高時が北条得宗家の跡を継いだ。貞時の遺言により、9歳の高時の補佐役に、平頼綱の一族の長崎高綱（長崎円喜）と、安達一族の生き残りの安達時顕が就いた（『保暦間記』）。正和5年（1316年）7月、高時は14歳で執権となり、前年から連署となっていた金沢貞顕がその補佐に就いた。
軍記物『太平記』（1370年頃）の語る物語では、北条高時は政治を顧みず闘犬や田楽などの遊びにふける暴君であり、その側近も無能で腐敗しており、相次ぐ暴動を強権的な支配で抑え込んだために幕府は急速に権威・権力を失墜して滅びた展開が描かれる。しかし、『増鏡』や『保暦間記』といった他の文献、および北条氏の私設図書館である金沢文庫に残る史料などから、『太平記』の表現は大幅な誇張であることが明かにされている。

### 後醍醐天皇の倒幕運動

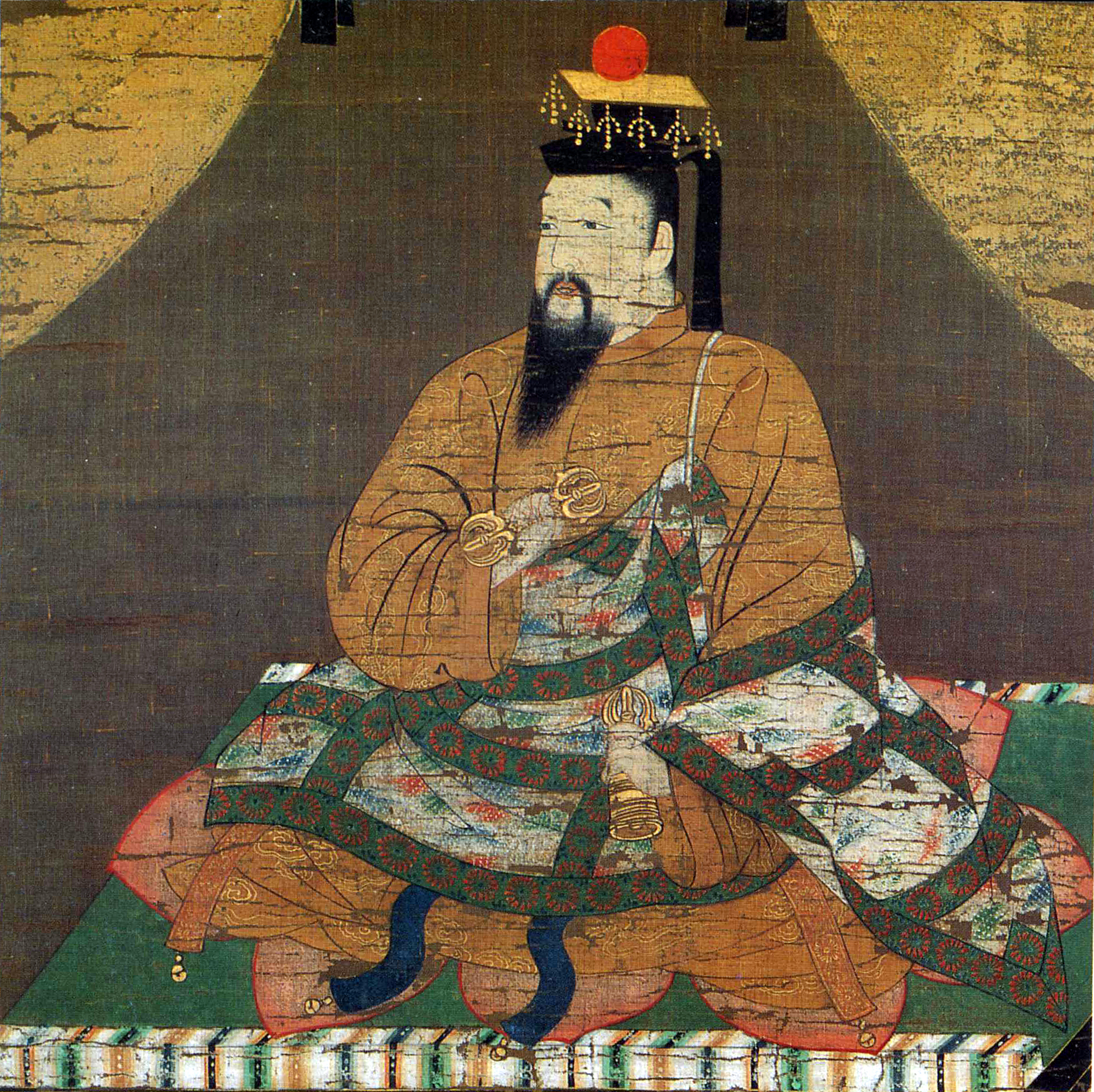
文観房弘真開眼『絹本著色後醍醐天皇御像』（延元4年/暦応2年（1339年）、重要文化財、神奈川県藤沢市清浄光寺蔵）

一方、時宗が朝廷へ介入したことによって分裂した皇室の持明院統・大覚寺統は、さらに大覚寺統内で嫡流の邦良親王（後二条天皇の嫡男）派ともうひとつの後醍醐天皇派に分かれて対立していた。そして、朝廷の各派はこれらの争いの調停を幕府に求めたため、幕府は朝廷内の争いに巻き込まれていくことになった。
文保2年（1318年）、後醍醐天皇が即位し、元亨元年12月9日（1321年12月28日）に後宇多上皇から政務の移譲を受け、親政を開始する。
元亨4年9月19日（1324年10月7日）、後醍醐天皇は倒幕計画を疑われ、関係者として土岐頼有（土岐頼兼の子）と多治見国長らが討たれた（正中の変）。また、腹心の公家である日野資朝と日野俊基が捕らえられた。公式判決では天皇と俊基は冤罪となったが、資朝は有罪とも無罪とも言えないので佐渡島に流刑となった。天皇は実際は倒幕を企んでいたが、幕府が処分に及び腰になったので処分されなかったのだという。この天皇と幕府が対立に至る過程には諸説あり一定しない。詳細は正中の変を参照。
いずれにしても元弘元年（1331年）、後醍醐天皇は倒幕を企てた。これは吉田定房の密告によって事前に発覚し、翌年に天皇は隠岐島へ流された（元弘の乱）。しかし、これを契機に幕府・得宗に不満を持つ楠木正成、赤松則村（円心）など各地の悪党と呼ばれる武士が各地で反幕府の兵を挙げるようになる。
元弘3/正慶2年（1333年）4月、反幕府勢力の討伐のために京都へ派遣された有力御家人の足利高氏（尊氏）は名越高家が久我畷の戦いで戦死したのを見て、一転して後醍醐天皇側へつき、5月7日に六波羅探題を落とした。

### 滅亡

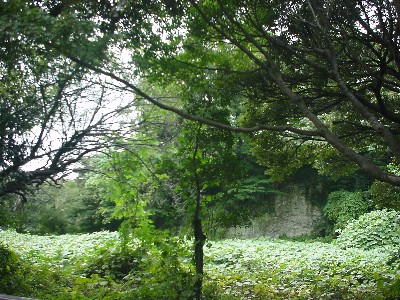
北条高時ら一族・家臣が自害した東勝寺址

六波羅陥落の翌日、新田義貞が上野国で挙兵し、150騎だった軍勢は関東御家人の支持を得て数日のうちに大軍となった。これに対し、幕府は桜田貞国・長崎高重らを将に討伐軍を組織し、大軍で以てこれを迎撃させたが、彼らは小手指原の戦い、久米川の戦いで敗れた。北条泰家の援軍が加わったのちも、分倍河原の戦い、関戸の戦いで敗れ、幕府軍は鎌倉へと敗走し、新田勢は鎌倉へと迫った。
5月18日、新田義貞は大軍（軍記物語では誇張表現で数十万ともいわれる）で鎌倉に対し攻撃を開始し、防戦する幕府軍との間で激しい攻防戦が繰り広げられた（鎌倉の戦い）。当日、追い詰められた執権の赤橋守時が自害するなどしたが、地形を利用した幕府軍の激しい抵抗に新田軍は甚大な損害を被った。
5月21日、新田義貞率いる軍勢が干潮を利用して稲村ヶ崎を突破し、鎌倉市内になだれ込んだ。両軍は市中において激戦を繰り広げたが、22日までに大仏貞直、金沢貞将、普恩寺基時など幕府軍の有力武将が相次いで戦死・自害した。もはや幕府の命運が尽きたのを感じとっての行動か、北条高時・金沢貞顕、長崎円喜・長崎高資・安達時顕ら一族・家臣283人は菩提寺の東勝寺に集合し、寺に火を放って自害し果てた（東勝寺合戦）。同日、守邦親王は将軍職を退いて出家した。さらに5月25日には、九州の鎮西探題も反幕府勢力に転じた少弐貞経や大友貞宗、島津貞久らによって陥落した。

### その後
幕府を倒して建武の新政を開始した後醍醐天皇は、自身と死闘を演じた北条高時の菩提を弔うため、足利尊氏に命じて、鎌倉の高時屋敷跡への宝戒寺建立を企画した。続く戦乱で造営は中断されていたものの、観応の擾乱（1350-1352年）を制して幕府の実権を握った尊氏によって再開され、正平9年/文和3年（1354年）ごろに完成している。
建武政権下、得宗北条高時の遺児である北条時行（中先代）は、中先代の乱（建武2年（1335年））を起こして、尊氏の弟の足利直義を破って鎌倉を占拠し、鎌倉幕府を一時的に再興したが、征東将軍足利尊氏に攻められて20日で滅んだ。南北朝の内乱では後醍醐天皇から朝敵を赦免されて南朝方として戦い、武蔵野の戦いでは再び鎌倉を奪還したが、今回も尊氏に敗北し、その後は処刑もしくは行方不明となった。

## 都市造営
鎌倉入りと都市造営は、それまで京都の公家たちに従属していた武士の歴史として画期的な意味を持つ。まず、頼朝は居館の建築と、鶴岡八幡宮の整備を行う。鶴岡宮は地勢的にも精神的な位置においても都市鎌倉の中心を占めるものであり、京都における内裏に匹敵するもので、中央から下向した天台宗・真言宗の僧が、供僧として運営の主導権を握っていた。そこでは放生会といった年中行事が整備される一方、それに際し奉納される流鏑馬や笠懸は武家社会を代表する重要行事となった。
新造の武家の都を飾る建設は続き、源義朝の菩提勝長寿院や、平泉は中尊寺の二階大堂を模した奥州合戦や数多の戦を供養し源義経・藤原泰衡をはじめとする数万の怨霊・英霊をしずめ、冥福を祈るための寺院永福寺、13世紀に入ると寿福寺・東勝寺といった禅宗の寺が次々に建立された。禅宗は特に保護されて、北鎌倉には渡来僧を開山とする建長寺や円覚寺などの巨刹が偉容を示す。

## 存立原理と幕府機構

### 御恩と奉公
鎌倉幕府の存立は、武士、特に関東武士団を基盤としていた。これらの武士は、「鎌倉殿」（ ＝ 将軍）の家人となることで、鎌倉幕府の構成員となった。鎌倉殿の家人になった武士は御家人と呼ばれた。鎌倉殿と御家人の主従関係は、御恩と奉公と呼ばれる互恵関係によって保持された、この制度を御家人制度と呼ぶ。
御恩鎌倉殿が御家人の所領支配を保障し、又は新たな土地給与を行うことを言う。「御恩」には所領支配を保障する本領安堵（ほんりょうあんど）と新たな土地給与である新恩給与（しんおんきゅうよ）の2種類があった。いずれも御家人を地頭へ任命するという形で行われた。
奉公御家人が鎌倉殿に対して負担する軍役・経済負担などを言う。具体的には、「いざ鎌倉」などに代表される緊急時の軍役、内裏の警護である京都大番役、幕府の警護である鎌倉番役、後の元寇の頃には異国警固番役や長門警固番役という形で行われ、また関東御公事と言われる経済負担もあった。
以上のように、相互に利益を享受することで、両者は結ばれていた。主従の契約は、御家人が鎌倉殿へ見参した際の名簿差出（みょうぶさしだし）によって行われ、幕府は御家人名簿により御家人を管理した。

### 経済基盤
鎌倉幕府は、以下のような独自の経済基盤を有していた。
- 関東御成敗地 - 将軍家が地頭任免権を持つ国・荘園・国衙領
- 関東御領 - 将軍が本所である荘園
- 関東御分国 - 将軍に与えられた知行国
- 関東進止所領 - 将軍が地頭を任免できる荘園・国衙領
- 関東御口入地 - 将軍が地頭職を推薦、斡旋できる荘園、国衙領

### 職制
征夷大将軍（鎌倉殿）
鎌倉幕府の長。初代頼朝の時代は武家の棟梁と見なされていたが、源氏将軍が3代で途絶えると、朝廷から摂関家（2代）および皇族（4代）を迎え入れるようになり形骸化していく。
執権
鎌倉幕府の将軍（鎌倉殿）の補佐役。次第に将軍の権限を吸収していき、事実上の鎌倉幕府のトップとなる。北条氏が世襲したが、後に北条得宗家の当主が執権職を一族の人物に譲った後も得宗家当主が実権を掌握し続けるようになった。
連署
執権に次ぐ、もしくは執権に並ぶ役職。
評定衆
幕府の政策意思決定の最高合議機関。頼朝死後の重臣合議の幕府運営体制である「十三人の合議制」が発展して成立。得宗専制が進むと軽視されるようになる。
寄合衆
元々は得宗家当主の私的な会議であったが、得宗専制が進むと実質的に評定衆に代わる最高意思決定機関となった。
引付衆
幕府へ提訴された訴訟の審理を担当した。審理結果は評定衆へ上申され、評定衆が裁定した。
侍所
御家人の統率を所管した。
政所
頼朝の家政機関に端を発し、幕府の一般政務・財政を所管した。
問注所
幕府へ提訴される訴訟に関する実務を担当した。
守護
地頭
京都守護 → 六波羅探題
元は朝廷との連絡調整が任務だったが、承久の乱以後の六波羅探題は、朝廷の監視・西国御家人の統率が任務となった。
鎮西奉行 → 鎮西探題
詳細は鎮西奉行、鎮西探題を参照。
奥州総奉行
蝦夷沙汰職･蝦夷代官

### 幕府（御所）所在地の変遷
| 名称               | 期間                         | 開設・移設者              |
| ------------------ | ---------------------------- | ------------------------- |
| 大蔵幕府           | 1180年（治承4年） ～ 1225年  | 源頼朝                    |
| 宇都(津)宮辻子幕府 | 1225年（嘉禄元年） ～ 1236年 | 執権北条泰時 連署北条時房 |
| 若宮大路幕府       | 1236年（嘉禎2年） ～ 1333年  | 執権北条泰時              |

## 幕府についての議論

### 鎌倉幕府と武家政権
当時、武家政権を「幕府」と呼んでいたわけではなく、朝廷・公家は関東と呼び、武士からは鎌倉殿、一般からは武家と称されていた。「吾妻鏡」に征夷大将軍の館を「幕府」と称している例が見られるように、もともと幕府とは将軍の陣所、居館を指す概念である。武家政権を幕府と称したのは江戸時代後半、幕末になってからのことであり、鎌倉幕府という概念が登場したのは、1887年（明治20年）以降とされる。以上の理由から、鎌倉幕府の統治機構としての概念、あるいは成立時期というのも後世の、近代歴史学上のとらえ方の問題であり、一応の通説があるとはいえ、統一された見解がないのが現状である。歴史学者の林屋辰三郎は「そもそも幕府というものの本質をいずれに置くのか、歴史学上未確定である」と述べている。また、同じ歴史学者の岩田慎平は鎌倉幕府は全国の武士は統率できても、全国の統治は完成できなかったことを指摘し、特に皇位継承への関与が受動的（朝廷からの軍事的挑戦を受けた結果、もしくは朝廷からの要請に基づく結果）であることを指摘し、「政権」としては平氏政権よりも後退して、かつ軍事・警察面以外の多くの分野でいまだに朝廷が国政の主導権を握っている以上、鎌倉幕府を本当に武家「政権」と呼べるのか再検討すべきではないか？と提言している。

### 鎌倉幕府の成立年
現在、鎌倉幕府の成立年については、頼朝が東国支配権を樹立した治承4年（1180年）、事実上、東国の支配権を承認する寿永二年の宣旨が下された寿永2年（1183年）、公文所および問注所を開設した元暦元年（1184年）、守護・地頭の任命を許可する文治の勅許が下された文治元年（1185年）、日本国総守護地頭に任命された建久元年（1190年）、征夷大将軍に任命された建久3年（1192年）など様々な意見が存在する。
21世紀に入って学校教育の場で、鎌倉幕府の成立年が建久3年（1192年）から文治元年（1185年）に変更されるようになったが、第二次世界大戦前に通説扱いされていたのは文治元年（1185年）説であり、『大日本史料』や『史料綜覧』も同年以降が「鎌倉幕府の成立＝鎌倉時代の始まり」とみなされ、『平安遺文』と『鎌倉遺文』の区切りも同年が採用されている。その一方で、文治の勅許が守護・地頭の任命を許可したものとする見方を否定する研究者もおり、その立場からは同勅許を前提とした文治元年（1185年）説は成立しないとされている。同様に他の説に関しても異論が出されている（日本国総守護地頭の実在性など）。歴史学者の川合康は、鎌倉幕府は東国における反乱軍勢力から、朝廷に承認されて平家一門や同族との内乱に勝利して日本全国に勢力を広げ、やがて鎌倉殿を頂点とした独自の権力機構を確立するまで少なくとも3段階の過程を経て成立したもので、それを特定の1つの時点を切り取って「鎌倉幕府の成立」として論じることは困難であると指摘している。これらの議論を踏まえ、帝国書院などの検定教科書においては、鎌倉幕府の成立は段階を踏んで整えられ、成立年についても1192年に「名実ともに『完成した』」という表記を採用している。

## 近代以降の研究

### 封建制としての中世
近代以降の歴史研究において、中世の武家時代は王朝文化が衰退した暗黒時代とする理解がなされていた。しかし、原勝郎や石母田正らの研究により、中世は日本に封建制が成立した時代とされ、東国武士団はその改革の推進力と評価されるようになっていった。

### 東国国家論と権門体制論
1960年代には2つの中世国家論が登場した。佐藤進一は鎌倉幕府を朝廷と並ぶ中世におけるもう一つの国家とする東国独立国家論を提唱。一方、黒田俊雄は中世の政治権力を朝廷・寺社・武家といった権門による共同統治体制とする権門体制論を明らかにした。しかし学界での評価は好対照で、1970年代には既に「権門体制論一色」といった状況であり、佐藤自身も少なくとも承久の乱までの鎌倉幕府は「朝廷の番犬として仕える権門体制的な状況」にあると認めざるを得なくなっていた。佐藤は1983年に『日本の中世国家』で鎌倉幕府を「中世国家の第2の型」として改めて東国独立国家論を提起するが、その要諦である両主制について研究者間での評価を得るには至らず、権門体制論との類似を指摘される結果に終わっている。こうして東国武家政権を中世社会の変革の推進力とする見解は淘汰され、権門体制論は21世紀においても有力な学説として重視されている。もっとも、佐藤も黒田も「仮説」として東国国家や権門体制を唱えた筈なのにその「仮説」に対する検証が成されていないまま両説共に学説として一人歩きしているとする批判もある。

### 政権の実態
本郷和人によると、鎌倉幕府は、関東の在地領主たちが土地所有を保証するために源頼朝を祀り上げてつくった政権が実態であるとしている。つまり、政権が安定してくると在地領主にとって源氏は必要でなくなり、排除され、頼朝の嫡流は断絶したとする。

### 北条高時政権
金沢文庫の史料や鎌倉時代末期の政治動向を調査した永井晋によれば、北条高時は政治を顧みなかったのではなく、病弱のために中々政治の場に出られず、側近たちは改革よりも安定性を重視して高時の補佐に力点を置いたため、ゆるやかに政権が衰退していったというのが真相ではないかという。永井は高時政権が崩壊した理由として、以下の4つを挙げている。
- 13世紀末から、地球の気候は中世温暖期から小氷期へと変動しており、朝廷への優越性を確立した後の室町幕府や江戸幕府とは違い、鎌倉幕府はこの寒冷化に対処する政治権限を持たなかった[36]。軍事担当の権門としては、可能な政策には限りがあり、その中で対処することしか出来なかった[36]。
- 前述した両統迭立という天皇家の内部矛盾に否が応でも巻き込まれてしまった[36]。
- 貨幣経済の浸透により、御家人制が破綻しつつあり、御家人制をその根幹とする鎌倉幕府も崩壊しつつあった[36]。無論、この問題については前2つと違い、鎌倉幕府自身が対処すべき問題であった[36]。また、当時、悪党と呼ばれる新興勢力が現れ、寺社の強訴が相次いでいたが、これらの問題への対処も後手後手だった[37]。
- 前項とも関連するが、幕府中枢部が改革に消極的だった[36]。霜月騒動（弘安8年（1285年））・平禅門の乱（正応6年（1293年））・嘉元の乱（嘉元3年（1305年））など相次ぐ内紛で疲弊した幕府は、この教訓から、連署金沢貞顕を中心にして調整型の能吏によって構成されるようになった[36]。高時が病弱だったこともあって、協調路線が基本指針とされた[36]。高時政権は、漸進主義・安定志向の官僚集団としては優秀だった[38]。

永井は、「この首脳部が鎌倉幕府の実力が充実した中期に政権運営を行っていれば、高時は平和なよい時代を築いた政治家と評価されたであろう」「しかし、社会が求めていたのは新しい社会構造への移行であった。この意識のズレが、蹉跌の大きな原因となる」と述べている。

### 後醍醐天皇の倒幕にいたる過程
2007年に河内祥輔によって、新説の「冤罪説」が唱えられた。河内によれば、後醍醐は父である後宇多天皇の意志を継ぐ堅実な天皇であり、少なくとも元亨4年（1324年）時点ではまだ討幕を考えておらず、鎌倉幕府との融和路線を堅持していた。後醍醐派逮捕は、後醍醐の朝廷での政敵である、大覚寺統嫡流・邦良親王派もしくは持明院統側から仕掛けられた罠であったという。なぜ日野資朝が流罪になったかと言えば、後醍醐派を完全に無罪にしてしまうと、幕府側の捜査失態の責任が問われる上に、邦良派・持明院統まで新たに捜査せざるを得ず、国家的非常事態になってしまうので、事件をうやむやにしたかったのではないかという。すなわち後醍醐派が被害者であり、取り立てた失態もないのに自派だけ損害を受けた形になったという。結果的にはこの時の幕府に対する後醍醐の不満が本当に倒幕に向かわせるきっかけになってしまったことになる。2010年代後半以降、河内の冤罪説を支持する研究者も複数現れている。